# Lightning Ridge

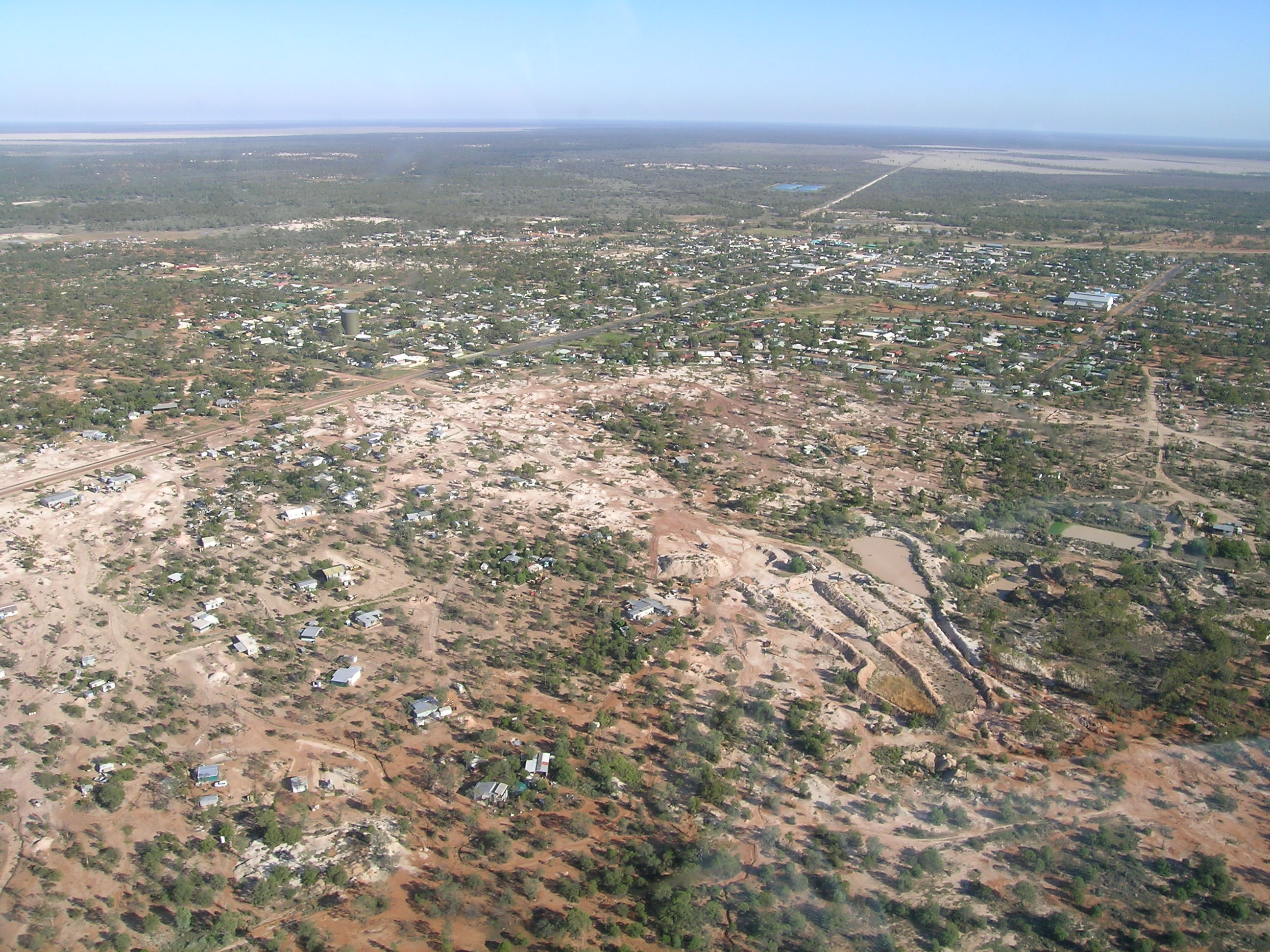
Luftaufnahme des Minengeländes

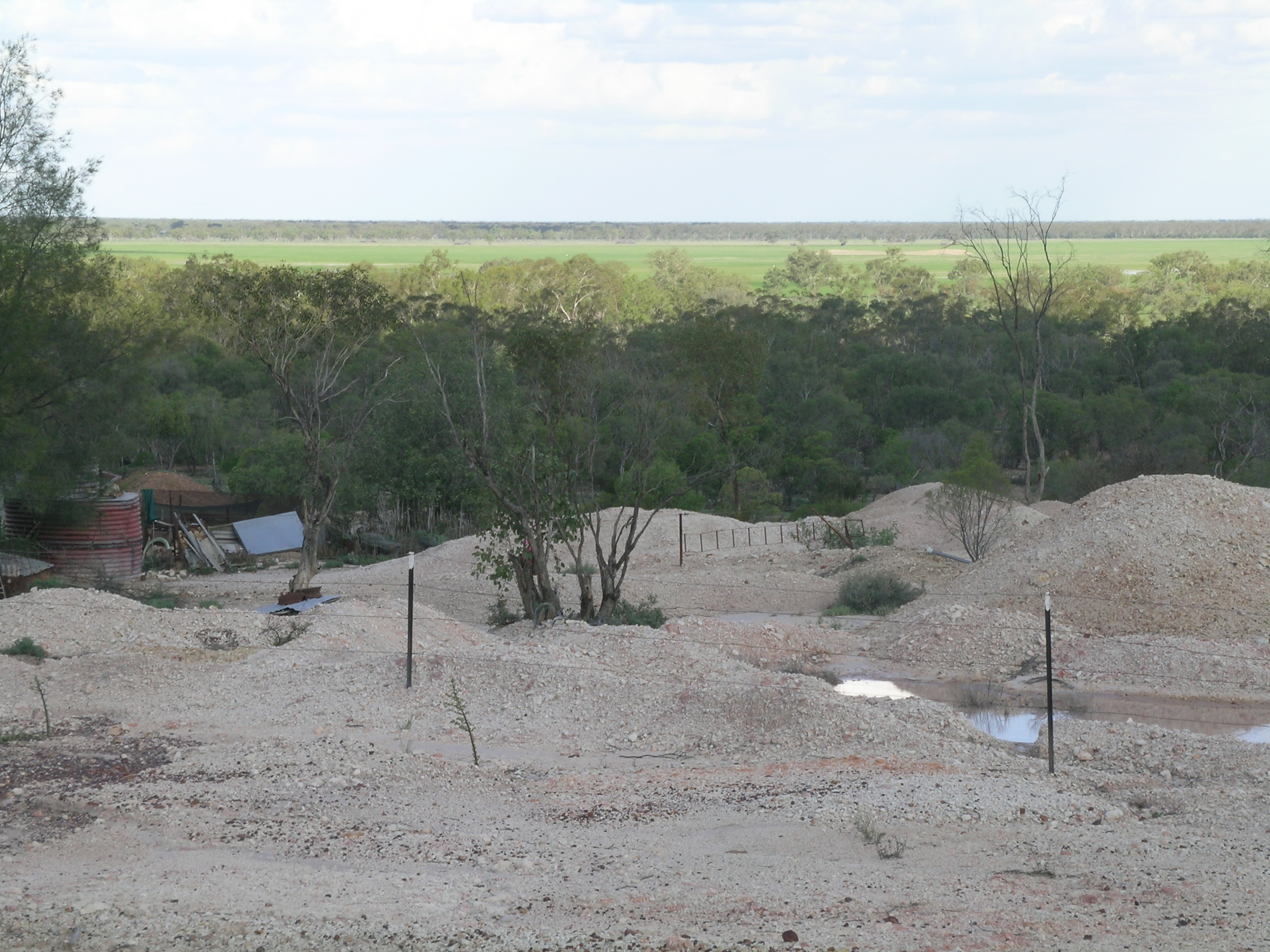
Bergbaufolgelandschaft

Lightning Ridge ist eine Stadt im Norden von New South Wales in Australien mit 1396 Einwohnern. Sie liegt im Walgett Shire etwa 75 Kilometer nördlich von Walgett und sechs Kilometer östlich des Castlereagh Highway. Sydney ist etwa 770 Kilometer entfernt.

## Wirtschaft und Verkehr

### Bergbau
Neben Coober Pedy und White Cliffs hat Lightning Ridge das größte Vorkommen von Opalen. Dort werden die seltenen schwarzen Opale und die sogenannten Kristallopale gefunden. Zur Suche von Opalen benötigt man eine Lizenz und im Ort leben zahlreiche Schatzsucher. Funde an der Erdoberfläche sind selten, da sie abgesucht ist, deshalb findet die Opalsuche in unterirdischen Minen statt. Der Ort ist nicht nur ein Fundplatz von Opalen, sondern zahlreicher und bedeutender Fossilien wie Steropodon und Kollikodon, die in opalisierter Form vorliegen. Der Sterophon gilt als Vorgänger des heutigen Platypus, des Schnabeltiers. Bei den Funden handelt es sich um sehr frühe Säugetiere.
Im Ort gibt es das Australian Opal Centre, ein nationales Museum, das sich mit dem historischen Opalbau befasst und über die größte Opal-Sammlung mit 4000 opalisierten Fossilien verfügt und für die Öffentlichkeit zugänglich ist.

### Landwirtschaft
In der Umgebung von Lightning Ridge wird Landwirtschaft betrieben, Weizen angebaut, des Weiteren wird Wolle produziert und Schaf- und Rinderzucht betrieben.

### Tourismus
Es gibt zahlreiche Caravanparks, Campingplätze, Bars und Restaurants. Lightning Ridge führt jährlich ein Ziegenrennen auf der Hauptstraße und am Osterwochenende ein Rodeo durch. Ferner finden Pferderennen, Pistolen-Schießwettbewerbe, Bowling- und Golfwettbewerbe und Ausstellungen von Opalen und Gemmen statt. Im Ort gibt es Swimmingpools, die während des Sommers betrieben werden. Heiße Quellen werden in zwei Thermalbädern gefasst und das mineralreiche Wasser eignet sich auch für Kuren. Öffentliches Thermalwasser zum Trinken gibt es in der Harlequin Street. Im Ort halten sich zahlreiche Kunsthandwerker auf, die die Opale schleifen und formen. Der Ort kann mit dem Flugzeug erreicht werden.

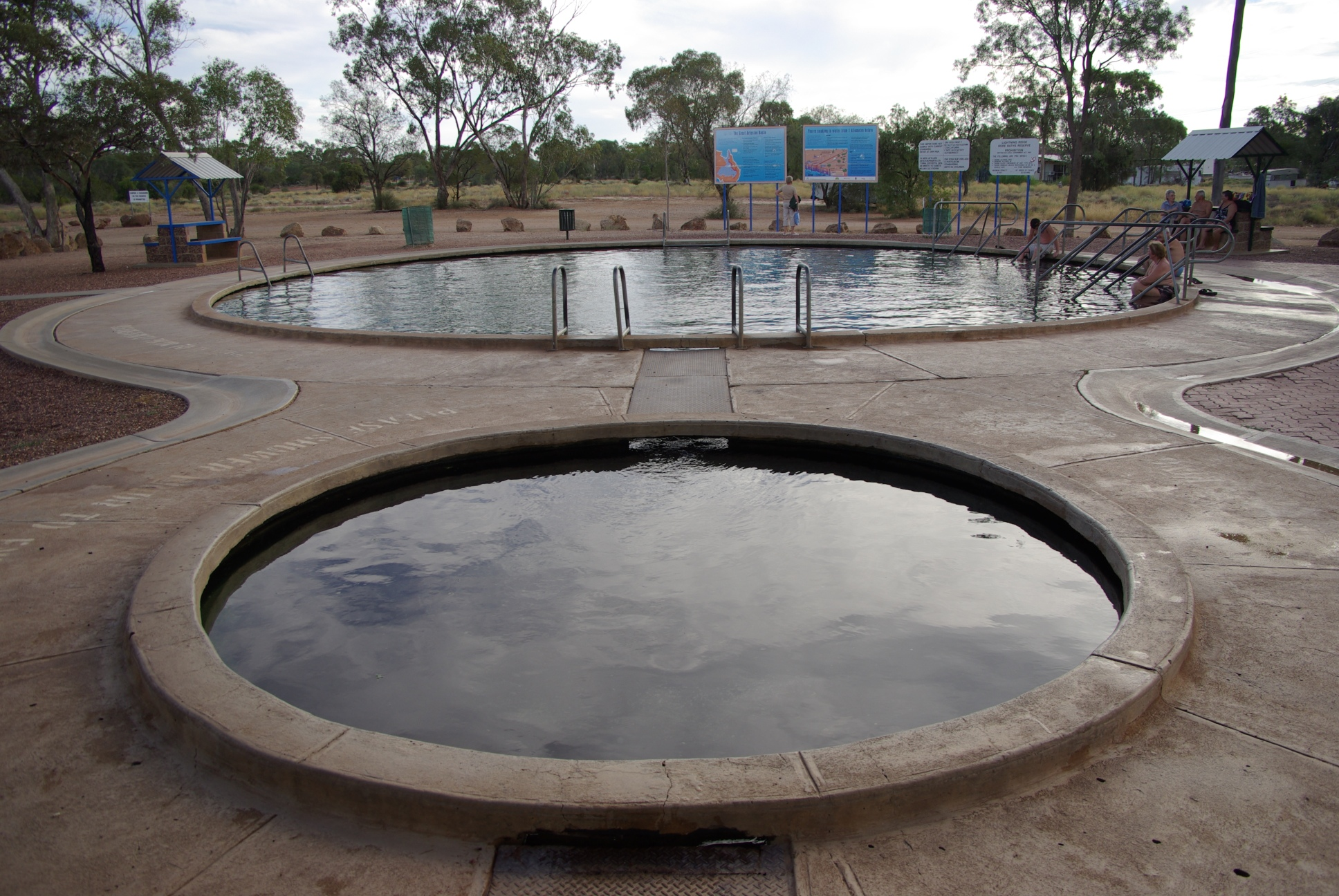
Thermalschwimmbad in Lightning Ridge
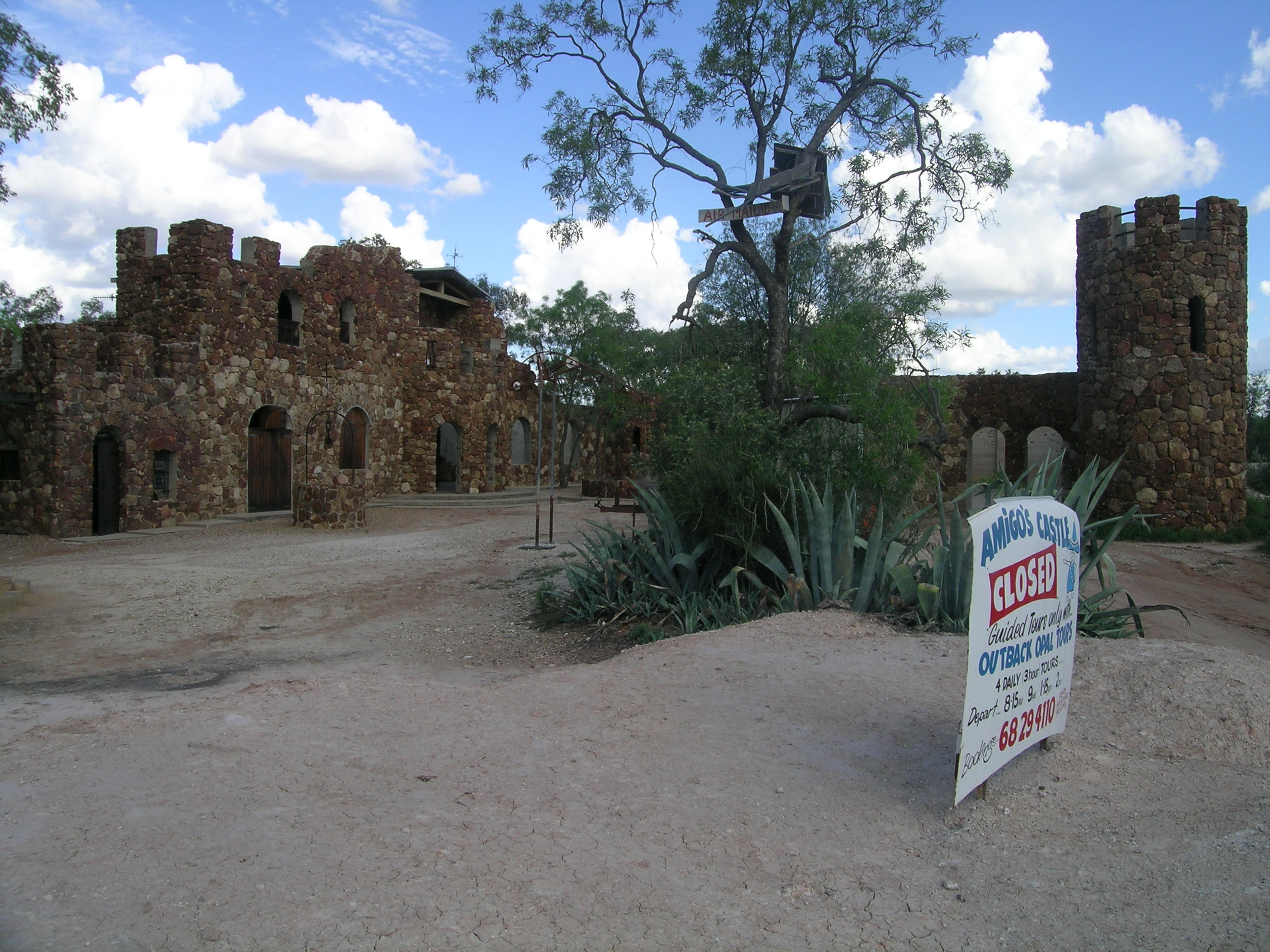
Amigo's Castle für Touristen
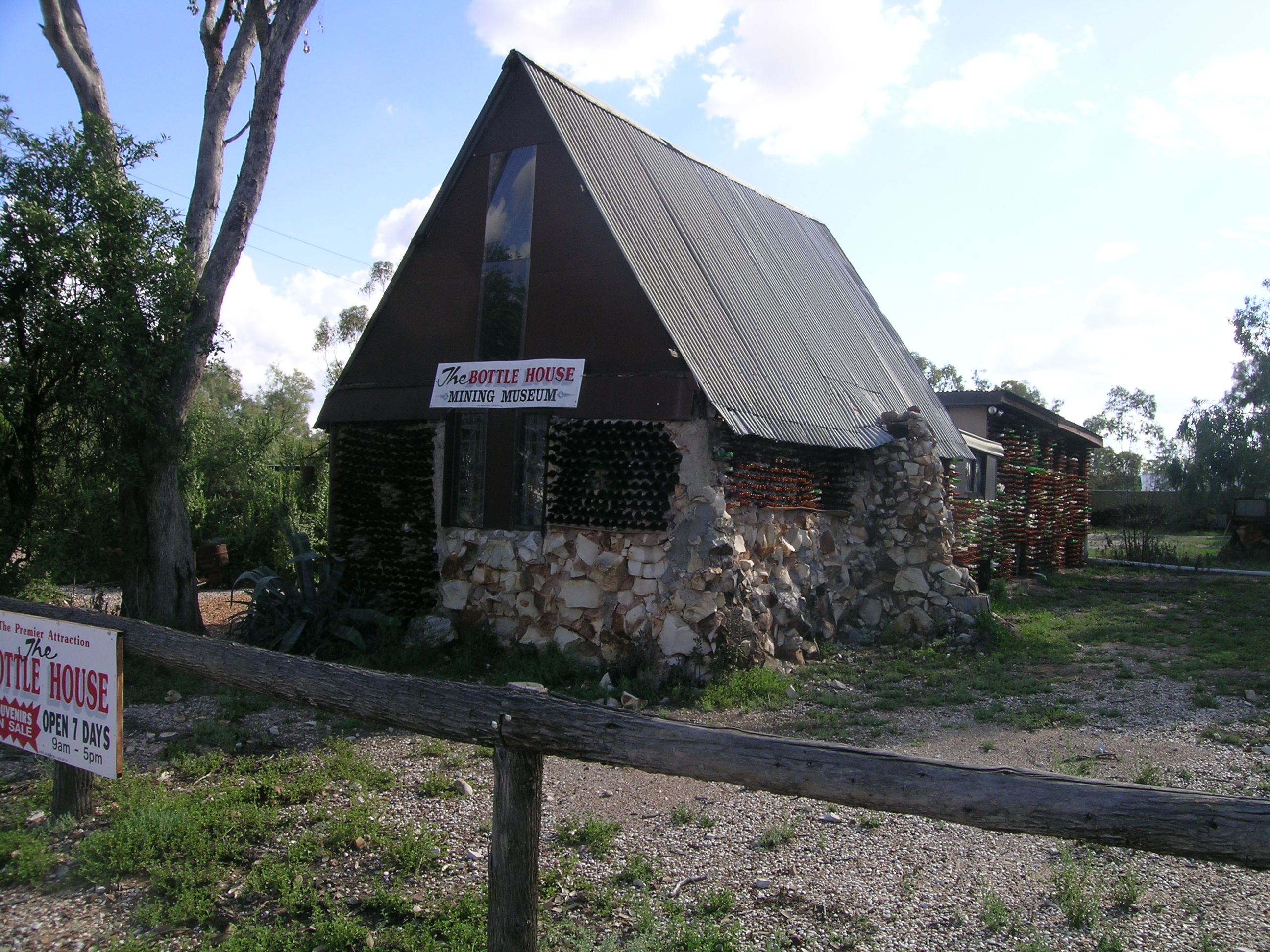
Bottle House: Minenmuseum